# تينا غراودينا
تينا غراودينا (مواليد 9 مارس 1998) هي لاعبة كرة طائرة شاطئية لاتفية، شاركت في الألعاب الأولمبية الصيفية 2020.